# Blaues Licht
Blaues Licht ist ein Lied des österreichischen Rappers RAF Camora, in Kooperation mit dem deutschen Rapper Bonez MC. Es erschien unangekündigt am 23. Juli 2021 als erste Singleauskopplung aus Zukunft II, der Wiederveröffentlichung von RAF Camoras siebtem Studioalbum Zukunft.

## Inhalt
| Liedteil   | Künstler             |
| Hook       | RAF Camora, Bonez MC |
| 1. Strophe | RAF Camora           |
| Pre-Hook   | RAF Camora, Bonez MC |
| Hook       | RAF Camora, Bonez MC |
| 2. Strophe | Bonez MC             |
| Pre-Hook   | RAF Camora, Bonez MC |
| Hook       | RAF Camora, Bonez MC |
| Outro      | Bonez MC             |

Produziert wurde der Song von den Musikproduzenten The Cratez und The Royals. Für den Song wurde ein Sample vom Song Blue (Da Ba Dee) der italienischen Band Eiffel 65 aus dem Jahr 1998 verwendet.

## Musikvideo
Das in Beirut im Libanon gedrehte Musikvideo erschien zeitgleich zur Single auf YouTube. Es entstand unter Regie von Shaho Casado und erreichte bisher mehr als 51 Millionen Aufrufe (Stand: August 2025).

## Mitwirkende
| Liedproduktion - Lex Barkey: Mastering - Massimo Gabutti: Komponist - Mohamad „Hamudi“ Hoteit (The Royals): Komponist - David Kraft: Komponist - Maurizio Lobina: Komponist - Manuel Mayer (Menju): Abmischung - John-Lorenz Moser (Bonez MC): Liedtexter - Raphael Ragucci (RAF Camora): Liedtexter - Gianfranco Randone: Komponist - Tim Wilke: Komponist | Musikvideo (Auswahl) - Shaho Casado: Drehbuch, Regisseur - Noah Kayma: VFX - Most Magic: VFX Artwork - Markus Mansi (Bobbys Agency): Fotograf (Cover) |

## Rezeption

### Chartplatzierungen
Blaues Licht stieg am 30. Juli 2021 auf Platz eins in die deutschen Singlecharts ein und konnte sich insgesamt acht Wochen in den Top 10 halten. Der Song war 60 Wochen in den Top 100 platziert, womit er zu den am längsten platzierten Liedern zählt. Für Bonez MC wurde das Stück bereits zum neunten Nummer-eins-Hit in Deutschland, während RAF Camora nach 500 PS und Kokain das dritte Mal die Chartspitze der deutschen Singlecharts belegen konnte. Das Produzenten-Duo The Cratez erreicht zum 16. Mal die Spitze der Charts. Die zugrundeliegende Komposition Blue (Da Ba Dee) steht damit nach dem Original, das 1999 bereits für neun Wochen an der Chartspitze stand, in einer zweiten Version auf dem ersten Platz der deutschen Charts. Darüber hinaus war das Lied für eine Woche der erfolgreichste deutschsprachige Titel in den Singlecharts, womit es gleichzeitig die Chartspitze der deutschen deutschsprachigen Charts anführte. RAF Camora führte diese Chartliste zum neunten Mal an, für Bonez MC ist es der 13. Nummer-eins-Hit in diesen Charts. In den deutschen Single-Jahrescharts 2021 belegte der Song Platz 27.
Auch in Österreich debütierte die Single auf der Spitzenposition der Hitparade. Beide Interpreten erreichen bereits zum neunten Mal die Spitze der österreichischen Charts und überholen somit die Beatles, nur Capital Bra befand sich häufiger auf Platz eins. Zudem ist es für beide Musiker der zweite Nummer-eins-Erfolg im Jahr 2021. RAF Camora kann seinen Rekord als österreichischer Musiker mit den meisten Nummer-eins-Hits im eigenen Land weiter ausbauen. Die Produzenten The Cratez kommen auf den 20. Nummer-eins-Hit in Österreich. Die Komposition Blue (Da Ba Dee) konnte bereits im Jahr 1999 für sieben Wochen die Spitzenposition belegen. In der österreichischen Single-Jahreshitparade 2021 belegte Blaues Licht als erfolgreichste deutschsprachige Single des Jahres Rang zwölf.
In der Schweizer Hitparade musste sich der Song in der ersten Woche nur Ed Sheeran mit Bad Habits geschlagen geben, erreichte mit Rang zwei seine höchste Notierung und konnte sich 30 Wochen in den Top 100 halten. In der Schweizer Jahreshitparade 2021 belegte der Track Position 58.
| ChartsChartplatzierungen | Höchstplatzierung | Wochen |
| ------------------------ | ----------------- | ------ |
| Deutschland (GfK)        | 1 (60 Wo.)        | 60     |
| Österreich (Ö3)          | 1 (99 Wo.)        | 99     |
| Schweiz (IFPI)           | 2 (30 Wo.)        | 30     |

| ChartsJahrescharts (2021) | Platzierung |
| ------------------------- | ----------- |
| Deutschland (GfK)         | 27          |
| Österreich (Ö3)           | 12          |
| Schweiz (IFPI)            | 58          |

| ChartsJahrescharts (2022) | Platzierung |
| ------------------------- | ----------- |
| Deutschland (GfK)         | 55          |
| Österreich (Ö3)           | 19          |

| ChartsJahrescharts (2023) | Platzierung |
| ------------------------- | ----------- |
| Österreich (Ö3)           | 51          |

Auf der Streaming-Plattform Spotify verzeichnet das Lied bisher mehr als 210 Millionen Streams (Stand: Juli 2025).

### Auszeichnungen für Musikverkäufe
Im März 2022 wurde das Lied in Deutschland mit einer Platin-Schallplatte für über 400.000 verkaufte Einheiten ausgezeichnet. Im selben Monat folgte in Österreich eine Doppelplatin-Schallplatte für mehr als 60.000 Verkäufe.
| Land/Region        | Auszeichnungen für Musikverkäufe (Land/Region, Auszeichnung, Verkäufe) | Verkäufe |
| ------------------ | ---------------------------------------------------------------------- | -------- |
| Deutschland (BVMI) | Platin                                                                 | 400.000  |
| Österreich (IFPI)  | 2× Platin                                                              | 60.000   |
| Insgesamt          | 3× Platin ·                                                            | 460.000  |